# 香田清貞
香田 清貞（こうだ きよさだ、1903年9月4日 - 1936年7月12日）は、昭和前期の大日本帝国陸軍軍人。最終階級は陸軍大尉。二・二六事件で反乱軍を指揮した青年将校の一人で、軍法会議により死刑判決を受け、処刑された。

## 来歴
佐賀県小城郡三日月村（現・小城市）久米に、長男として生まれる。父は陸軍特務曹長まで務めて退役後は株取引で財をなした人物で、下に妹と弟がいた。
佐賀県立小城中学校（現・佐賀県立小城高等学校）2年時に熊本陸軍幼年学校に入校し、その後陸軍士官学校に進んで1925年に第37期で卒業した。同期に、二・二六事件でともに決起した村中孝次がいた。士官学校への進学は、父の希望に沿ったものだった。
少尉任官後に歩兵第1連隊付を拝命し、1934年に大尉に昇進して中隊長となる。この間、1930年に結婚し、1932年に長女、1933年に長男をもうけた。妻を結婚相手として推薦したのは同じ連隊にいた栗原安秀で、退役した獣医少佐の娘だった。結婚後に香田は政治的な活動への関心を深め、1933年に発覚した救国埼玉青年挺身隊事件では栗原らとともに検察資料に名前が記載された。香田の自宅は革新運動に賛同する将校が集う場となり、憲兵の監視対象とされた。
大尉昇進から長く経たない時期に支那駐屯軍の中隊長として赴任した。この際、妻子は香田の両親の元に預けた。この赴任は、政治活動にかかわる香田が東京にいることを危ぶんだ上官の判断だったという。1935年6月に帰国して、12月に歩兵第1旅団副官となる。帰国後は吉祥寺に父が借りた家に妻子とともに住んだ。磯部浅一の「行動記」によると、真崎甚三郎が陸軍教育総監を更迭されたことに香田は憤激し、連隊の週番司令（休日や夜間に連隊長代理としての権限を持つ）の際に決起を想定して武装を整えていたという。磯部は、1935年の秋頃に香田から「来年三月頃迄には解決せねばならぬ」と言われたと記している。12月には真崎に招かれて同志の活動を伝え、賛同する反応を受けた。また、村中孝次の妻によると、この時期村中の自宅を訪問して会談した際に「家族にひかれてなかなか起てない」と口にしていたという。
1936年2月26日、反乱軍主力部隊を率いて陸軍大臣官邸を占拠した（二・二六事件）。陸軍上層部との交渉にあたる。2月29日付で正七位返上を命じられ、大礼記念章（昭和）、昭和六年乃至九年事変従軍記章を褫奪された。鎮圧された後に軍法会議にかけられ、6月4日の第23回公判では反乱を「民主革命を企てた」とする検察側に対して「これは我々の考えと違っております」と反論した記録が残っている。最終的に7月5日に死刑判決が下る。7月11日に子供に当てた遺書をしたため、最後の面会の折に看守に見つからないようにして家族に手渡した。この中には決起の趣意と事件での行動が記され、（決起部隊への原隊復帰を命じた）奉勅命令を直接受けなかったこと、軍の幕僚や重臣が自分たちの「純真、純忠」を踏みにじる権謀術策で「逆賊」と認定したこと、軍法会議の公判が不公正で判決理由が矛盾していることなどを綴った後に「父ハ無限ノ怨ヲ以テ死セリ」「父ハ死シテモ国家ニ逆臣アル間ハ成仏セズ、君国ノタメ霊魂トシテ活動シテ之ヲ取リ除クベシ」と署名の前に書かれている。また、翌日の処刑直前には、妻に今後を案じる内容の短歌3首を遺詠として残した。
7月12日に渋谷区宇田川町の陸軍衛戍刑務所内で銃殺刑に処された。処刑の直前、香田は同時に処刑された栗原、安藤輝三、竹島継夫、対馬勝雄に対して「天皇陛下の万歳を三唱しよう」と呼びかけ、これに応じて5人は万歳を唱えたという。
妻は、事件発覚後から実父と義父の意見対立（妻が実家に戻るかどうか）に巻き込まれ、香田の没後は子供を香田の実家に残したまま、自身は親元に戻りながらも、法律上は香田家の一員（当時の民法では夫を亡くした妻が嫁ぎ先の「家」の戸籍を抜けるには、嫁ぎ先の戸主の同意が必要だった）であり続けた。その後はいくつかの仕事を転々として、晩年は義弟（香田の弟）一家と暮らし、1968年4月12日に癌のため死去した。

## 人物
弟の証言では、結婚前は女性に好かれ、月給85円の身で親から100円を超える小遣いをもらっていた。父は「早く身を固めさせなきゃ、たまらない」と縁談を集めたという。金遣いに関しては結婚後も、気に入った商品を月賦で購入することが癖になっていた。
結婚後は両親のすぐ近くの借家に住んだ。その一方で自身の中国赴任時は家族を両親に預け、帰国後は再び別居（帰国前に家探しを依頼する手紙を読んだ父親は激怒した）という、家族関係に対する思慮の欠如が、二・二六事件後の妻の立場に影響したのではないかと澤地久枝は指摘している。

## 香田清貞を演じた人物
- 丹波哲郎 - 映画『叛乱』（1954年、役名は「香田大尉」）[18]
- 宮城幸生 - 映画『日本暗殺秘録』（1970年）
- 勝野洋 - 映画『226』（1989年）[19]